# Susie Berning
Susie Berning (Pasadena, California; 22 de julio de 1941 – 2 de octubre de 2024) fue una golfista profesional estadounidense miembro del LPGA Tour desde 1964 hasta 1996, cuatro veces campeona de torneos major y con once victorias en el circuito del LPGA Tour. Fue seleccionada en el World Golf Hall of Fame en 2022.

## Victorias

### LPGA Tour wins (11)
| Legend                           |
| -------------------------------- |
| Campeonatos Major de la LPGA (4) |
| Otros Torneos del LPGA Tour (7)  |

| N.º | Fecha               | Torneo                    | Puntuación            | Margen de victoria | Finalista(s)                                         |
| --- | ------------------- | ------------------------- | --------------------- | ------------------ | ---------------------------------------------------- |
| 1   | 16 de mayo de 1965  | Muskogee Civitan Open     | −3 (71-72-70=213)     | 5 golpes           | Kathy Cornelius Judy Kimball Mickey Wright           |
| 2   | 13 de junio de 1965 | Women's Western Open      | −2 (73-72-76-69=290)  | 3 golpes           | Marlene Hagge                                        |
| 3   | 2 de abril de 1967  | Louise Suggs Invitational | +8 (75-72-77=224)     | Playoff            | Sandra Haynie                                        |
| 4   | 18 de junio de 1967 | Milwaukee Jaycee Open     | E (68-73-75=216)      | 5 golpes           | Barbara Romack Judy Kimball Judy Rankin Peggy Wilson |
| 5   | 7 de julio de 1968  | U.S. Women's Open         | +5 (69-73-76-71=289)  | 3 golpes           | Mickey Wright                                        |
| 6   | 8 de junio de 1969  | Lady Carling Open         | −6 (69-74-70=213)     | 1 golpe            | Donna Caponi                                         |
| 7   | 22 de junio de 1969 | Pabst Ladies Classic      | −5 (69-71-71=211)     | 1 golpe            | Donna Caponi Clifford Ann Creed Shirley Englehorn    |
| 8   | 2 de julio de 1972  | U.S. Women's Open         | +11 (79-76-73-71=299) | 1 golpe            | Kathy Ahern Pam Barnett Judy Rankin                  |
| 9   | 24 de junio de 1973 | Heritage Village Open     | −12 (68-70-69=207)    | 4 golpes           | Sandra Haynie                                        |
| 10  | 22 de julio de 1973 | U.S. Women's Open         | −3 (73-77-69-72=290)  | 5 golpes           | Gloria Ehret Shelley Hamlin                          |
| 11  | 25 de julio de 1976 | Lady Keystone Open        | −1 (72-71-72=215)     | 3 golpes           | Pat Bradley Sandra Haynie                            |

Desempate en el LPGA Tour (1–1)
| No. | Año  | Torneo                    | Rival              | Resultado                           |
| --- | ---- | ------------------------- | ------------------ | ----------------------------------- |
| 1   | 1966 | Lady Carling Open         | Clifford Ann Creed | Perdió con birdie en el primer hoyo |
| 2   | 1967 | Louise Suggs Invitational | Sandra Haynie      | Ganó con birdie en el segundo hoyo  |

### Otras victorias (2)
- Lady Keystone Open de 1975
- Sprint Senior Challenge de 1997

### Torneos Major (4)
| Año  | Torneo               | Puntuación            | Margen de victoria | Finalista(s)                          |
| ---- | -------------------- | --------------------- | ------------------ | ------------------------------------- |
| 1965 | Women's Western Open | −2 (73-72-76-69=290)  | 3 golpes           | Marlene Hagge                         |
| 1968 | U.S. Women's Open    | +5 (69-73-76-71=289)  | 3 golpes           | Mickey Wright                         |
| 1972 | U.S. Women's Open    | +11 (79-73-76-71=299) | 1 golpe            | Kathy Ahern, Pam Barnett, Judy Rankin |
| 1973 | U.S. Women's Open    | +2 (72-77-69-72=290)  | 5 golpes           | Gloria Ehret, Shelley Hamlin          |